# 4627 Pinomogavero
4627 Pinomogavero este un asteroid din centura principală de asteroizi.

## Descriere
4627 Pinomogavero este un asteroid din centura principală de asteroizi. A fost descoperit pe 5 septembrie 1985 la Observatorul La Silla de Henri Debehogne. Asteroidul prezintă o orbită caracterizată de o semiaxă mare de 2,92 ua, o excentricitate de 0,06 și o înclinație de 3,3° în raport cu ecliptica.